# Combat des Sept
Guerre de Cent Ans
Le combat des Sept est un épisode de la guerre de Cent Ans. Opposant sept chevaliers français et sept chevaliers anglais (anglo-aquitains), ce combat épique se déroule en 1402, selon la tradition, au pied du château de Montendre, au lieu-dit « La motte à Vaillant ».

## Contexte
En 1154, le remariage de la duchesse Aliénor d'Aquitaine avec Henri Plantagenêt marque la formation d'une « Grande Aquitaine » (Guyenne, Saintonge, Poitou, Angoumois…) sous influence anglaise. Les différentes provinces qui la constituent en tirent des avantages politiques (relative autonomie du fait de l'éloignement du centre du pouvoir) et économiques (ouverture du marché britannique aux produits aquitains, notamment au vin de Guyenne et au sel et au vin de Saintonge). Plusieurs villes sont dotées de chartes communales à la fin du XIIe siècle, calquées sur les célèbres « Établissements de Rouen ». En dépit de quelques révoltes ponctuelles, la fidélité aux descendants d'Aliénor n'est pas vraiment remise en cause jusqu'au début du XIIIe siècle. La situation change sous Philippe Auguste, Louis VIII et Louis IX, qui conquièrent une grande partie de la Saintonge, dont une fraction (au sud de la Charente) est rétrocédée aux Anglo-Aquitains lors du traité de Paris (1259).
La guerre de Cent Ans débute en 1337. Région frontalière, la Saintonge est alors en première ligne. Plus que de véritables batailles, il est question d'actions ponctuelles, de raids et de « chevauchées » entrecoupées de trêves plus ou moins bien respectées. Après une période qui voit la reconquête d'une partie de la dot d'Aliénor, puis la recréation d'une nouvelle « Grande Aquitaine » après le traité de Brétigny (1360), le sort des armes s'inverse, et Charles V, secondé par le connétable Du Guesclin, parvient à reprendre le Poitou et la plus grande partie de la Saintonge. En 1385, la seigneurie de Montendre, jusqu'alors aux mains d'un fidèle du roi d'Angleterre, est confisquée par Charles V et donnée à un de ses lieutenants, Jean de Harpedanne, sénéchal de Saintonge. C'est sous l'autorité de ce dernier, désormais seigneur de Montendre, que se déroule le Combat des Sept, au matin du 19 mai 1402.

## Déroulement
Dans la même veine que le célèbre combat des Trente, le combat des Sept relève de la tradition courtoise et chevaleresque médiévale. Un défi ayant été lancé — par plusieurs nobles d'Aquitaine à la noblesse de France selon Juvénal des Ursins, l'inverse selon le moine de Saint-Denis — l'honneur exigeait qu'il soit relevé : la proposition d'organiser un combat à sept contre sept « pour l'honneur des Dames » est transmise à Paris, qui envoie sept gentilshommes de la suite du régent, Louis d'Orléans. Les deux parties s'accordent pour faire de Montendre le lieu du combat : probablement au lieu-dit « La motte à Vaillant », au pied du château. Le sénéchal de Harpedanne représente le parti français, et le comte de Rutland le parti anglo-aquitain.
Au matin du 19 mai 1402, les combattants français « bien dévotement ouyrent messe et s'ordonnèrent en grande dévotion » (Juvénal des Ursins) et s'engagent à « bien garder leur honneur ». Tous réputés preux, ils ont à leur tête Arnault Guilhem de Barbazan, chevalier banneret apparenté à la Maison de Foix, secondé par Ivon de Carouis, Guillaume du Chastel — frère aîné de Tanneguy du Chastel — Pierre de Bréban, chambellan du roi, Guillaume Bataille, Guillaume de La Champagne, chambellan du duc d'Orléans, et Archambaut de Villars. Les gentilshommes aquitains font sans doute de même, les chroniques françaises se bornant à rapporter : « Quant aux Anglois, ce qu'ils firent, on ne le sait pas bien », précisant malgré tout, non sans quelque partialité : « mais d'aucuns disent qu'en s'habillant ils beuvoient et mangeoient très bien ». Ils ont à leur tête un certain Scalles, secondé par Aimar Clouet, Richard Witevalle, Jean Héron (ou Hilton), Jean Fleury, Thomas Tray et Robert de Scalles.
Préambule à la bataille, un héraut crie : « Que chacun fasse son devoir ! » et le combat s'engage. Aux lances succèdent rapidement les haches, et c'est bientôt un véritable corps à corps, sans pitié. Carouis, mis en difficulté par Scalles, est secouru par Villars, qui fracasse le crâne de Scalles d'un coup sec, portant « tel coup de hache sur la teste qu'il cheut à terre », le tuant net. Bataille, également en mauvaise posture face à un adversaire, est secouru par La Champagne. La lutte se poursuit un long moment, et se solde par la victoire des Français. Un manuscrit du temps rapporte : « Et à la fin, Dieu donna la victoire aux Français et se rendirent les Anglais à eux, les uns abattus, les autres sur pied, dont par le jugement commun desdits juges furent les six Anglais vifs mis hors du champ et le mort (Scalles) avec eux emportés. »
Ce combat épique sera célébré longtemps par la « propagande » française, sous la plume, notamment, d'Octavien de Saint-Gelais et de Christine de Pisan.
Le 15 juillet 1895, des plaques commémorant cet événement sont placées sur la place des Halles à Montendre (elles sont aujourd'hui fixées à l'entrée de ces mêmes halles).